# Metalimnobia cinctipes
Metalimnobia cinctipes är en tvåvingeart som först beskrevs av Thomas Say 1823.  Metalimnobia cinctipes ingår i släktet Metalimnobia och familjen småharkrankar. Inga underarter finns listade i Catalogue of Life.